# San Petronio (Michelangelo)
San Petronio è una scultura marmorea (h 64 cm) di Michelangelo, eseguita tra il 1494 e il 1495 e collocata nella Basilica di San Domenico a Bologna.

## Storia
Nell'autunno del 1494 Michelangelo lasciò per la prima volta Firenze spaventato dal convulso clima politico che si era andato creando in città e che di lì a poco avrebbe portato alla cacciata di Piero de' Medici e all'instaurarsi di un governo repubblicano di ispirazione savonaroliana.
Il giovane scultore, allora meno che ventenne, era riparato prima a Venezia, per poco, e poi a Bologna dove trovò rifugio e protezione presso il nobile Giovan Francesco Aldrovandi, personalità di spicco negli ambienti cittadini, amante dell'arte e della letteratura. 
Grazie alla mediazione di quest'ultimo, Michelangelo trovò impiego presso i frati di San Domenico, che gli diedero l'incarico di completare uno dei più prestigiosi monumenti cittadini, l'Arca di San Domenico che conteneva le spoglie del fondatore dell'Ordine Domenicano. Si trattava di un complesso scultoreo dove avevano già lavorato Nicola Pisano (dal 1260 circa) e Niccolò dell'Arca, che vi aveva lavorato fino alla morte proprio quell'anno. Il grosso del monumento era comunque terminato e restavano da approntare solo alcune statue di corredo che, secondo la tradizione medievale, erano di dimensione relativamente medio-piccola per le soglie del Cinquecento.
Michelangelo scolpì tre statue: oltre al San Petronio, un Angelo reggicandelabro collocato simmetricamente a quello già scolpito da Niccolò dell'Arca, e un San Procolo.

## Descrizione e stile

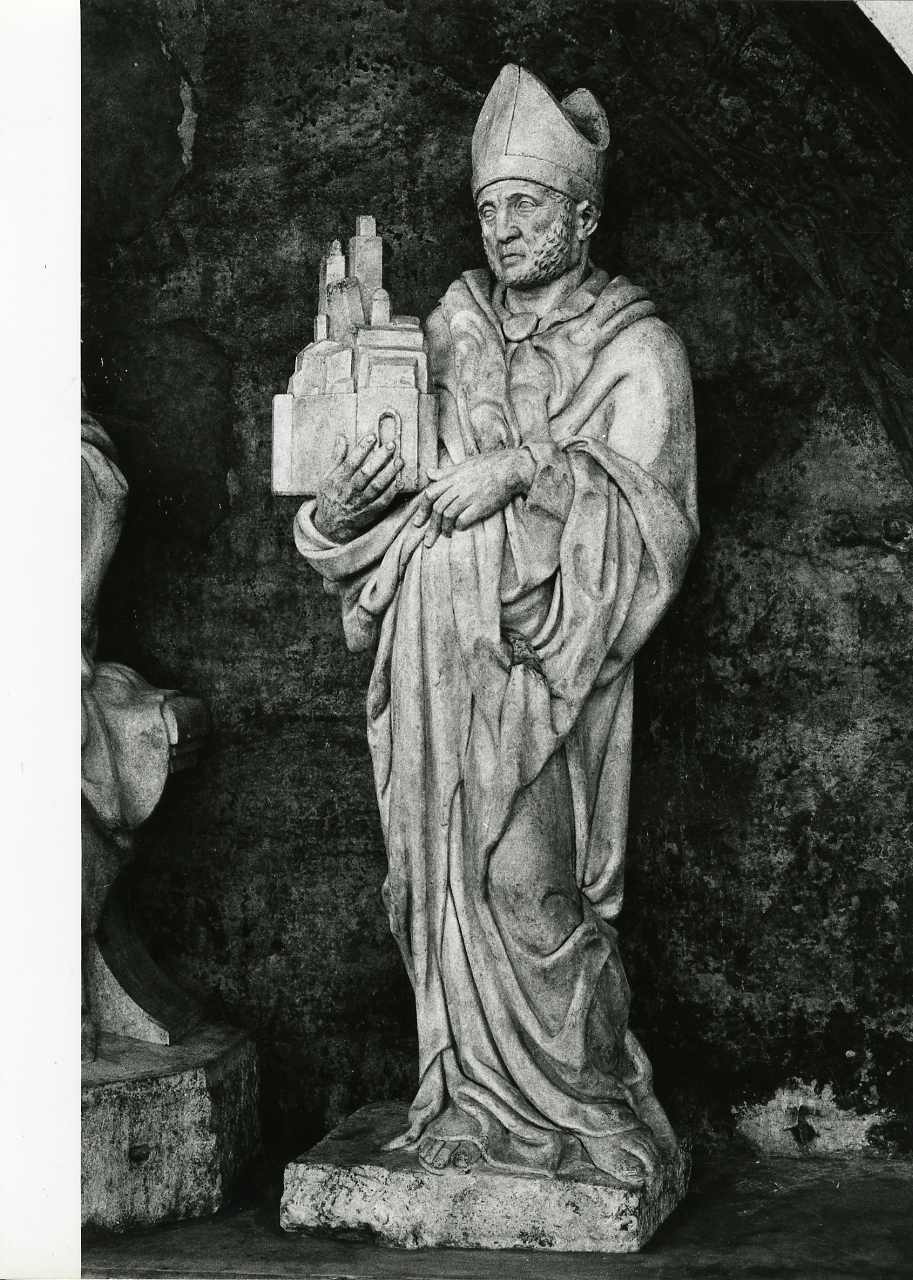
San Petronio di Jacopo della Quercia, portale centrale della basilica di San Petronio, Bologna

L'opera, raffigurante san Petronio, vescovo e patrono di Bologna, venne eseguita completando un marmo già sbozzato da Niccolò dell'Arca. Il santo con entrambe le mani sostiene la rappresentazione della sua città, entro la cui cerchia muraria si distinguono le torri Garisenda e degli Asinelli.
Il panneggio, movimentato e solcato da profonde increspature che alternano zone di luce a macchie d'ombra, rivela l'influsso di Jacopo della Quercia combinato a quello della pittura ferrarese. La figura, colta nell'atto di muovere il passo, mostra un senso di tensione dinamica e di energia col suo lento e maestoso incedere; spicca, questa forza trattenuta, rispetto alle altre statuette, equilibrate e delicate, realizzate da Niccolò.